# Kanakpatti
Kanakpatti is een dorpscommissie (Engels: village development committee, afgekort VDC; Nepalees: panchayat) in het zuidoosten van Nepal, in het district Dhanusa. Volgens de volkstelling in 2001 had het 5069 inwoners, verdeeld over zo'n 882 huishoudens; in 2011 waren er 5620 inwoners, verdeeld over 966 huishoudens.